# Сахир (пустыня)
Сахир (араб. الصخير‎, Sakhir или Sukhair; в переводе с диалекта персидского — «холмы и хребты») — пустыня в Бахрейне. Территорию преимущественно составляют невысокие и зачастую пологие холмы, присутствуют оазисы. Считается одной из достопримечательностей Бахрейна.
Расположена близ портового поселения Zallaq и к востоку от него. На долю пустынной области приходится большая часть территории Южной провинции. В пустыне располагается дворец Al-Sakhir Palace, построенный в 1870 году.
С начала 2000-х годов на территории пустыни началось строительство инфраструктуры, в частности, возведены такие строения как главный кампус Университета Бахрейна и международная гоночная трасса Сахир. Также эта местность используется для кемпинга. В других районах пустыни проводятся озеленительные работы, там уже открыт и действует природный заповедник и зоопарк Байхрейна Аль-Арин.
Службой городского планирования Бахрейна принят проект развития пустыни Сахир, затрагивающий территорию в 75 000 гектаров, и предполагающий строительство туристического города с дальнейшим развитием городской инфраструктуры: постройка гостиниц и второго международного аэропорта.